# NGC 2525
NGC 2525 ist eine Balken-Spiralgalaxie mit ausgedehnten Sternentstehungsgebieten vom Hubble-Typ SBc/P im Sternbild Puppis am Südsternhimmel. Sie ist schätzungsweise 62 Millionen Lichtjahre von der Milchstraße entfernt und hat einen Durchmesser von etwa 35.000 Lj.
Die Typ-Ia-Supernova SN 2018gv wurde hier beobachtet.
Das Objekt wurde am 23. Februar 1791 von Wilhelm Herschel entdeckt.